# Nieporęt (village)
Pour les articles homonymes, voir Nieporęt.
Nieporęt (prononciation : [ɲɛˈpɔrɛnt]) est un village polonais de la gmina de Nieporęt dans le powiat de Legionowo de la voïvodie de Mazovie dans le centre-est de la Pologne.
Le village est le siège administratif (chef-lieu) de la gmina appelée gmina de Nieporęt.
Il se situe à environ 9 kilomètres à l'est de Legionowo (siège du powiat) et à 24 kilomètres au nord de Varsovie (capitale de la Pologne).
Le village possède approximativement une population de 3219 habitants en 2009.

## Histoire
De 1975 à 1998, le village appartenait administrativement à la voïvodie de Varsovie.